# Roy Milton
Roy Milton (1907-1983) est un instrumentiste, chanteur et chef d’orchestre de rhythm and blues américain, né à Wynnewood en Oklahoma et décédé à Los Angeles.

## Carrière
Roy Milton commence sa carrière de musicien à la fin des années 1920. À partir de 1945, il dirige son propre groupe, les Solid Senders et participe à la vague du rhythm and blues. Il enregistre de nombreux succès dont le premier, R.M. Blues. Le chant est assuré par Milton ou par la pianiste du combo, Camille Howard.
Milton continue avec son groupe jusqu'aux années 1960, mais la mode du rhythm and blues est terminée et la musique de Milton n'est plus d'actualité.
Il effectue en 1977 une tournée en France, avec Carrie Smith (vocal), George Kelly (sax tenor), Billy Butler et Roy Gaines (guitares), Ram Ramirez (piano), Al Hall (bass), Eddie Locke (batterie) et Jimmy Slyde (danseur).

## Discographie
- R.M. Blues, (Specialty Records)
- Milton's Boogie  (Specialty Records)
- Roots of Rock (Kent Records)
- Instant Groove (Black and Blue)